# Cayambe (ort)
Cayambe är en ort i Ecuador.   Den ligger i provinsen Pichincha, i den centrala delen av landet, 50 km nordost om huvudstaden Quito. Cayambe ligger 2 814 meter över havet och antalet invånare är 26 582.
Terrängen runt Cayambe är huvudsakligen kuperad, men österut är den bergig. Runt Cayambe är det ganska tätbefolkat, med 104 invånare per kvadratkilometer. Det finns inga andra samhällen i närheten. Trakten runt Cayambe består i huvudsak av gräsmarker.